# Setra S 511 HD
De Setra S 511 HD is een touringcarmodel, geproduceerd door de Duitse busfabrikant Setra. Dit model bus is in 2014 geïntroduceerd en verving de Setra S 411 HD.

## Inzet
| Bedrijf             | Aantal    | Serie     | Inzet         | Opmerking           |
| Luxemburg           | Luxemburg | Luxemburg | Luxemburg     | Luxemburg           |
| ------------------- | --------- | --------- | ------------- | ------------------- |
| Autocars Meyers     | 1         | AM55..    | Streekvervoer |                     |
| Demy-Schandeler     | 1         | DC1029    | Streekvervoer | "Nero Etna Edition" |
| Voyages Ecker       | 1         | VE4000    | Streekvervoer |                     |
| Voyages Emile Weber | 1         | 579       | Streekvervoer |                     |
| Voyages Sales Lentz | 1         | SL3489    | Streekvervoer |                     |
| Voyages Unsen       | 1         | VU4055    | Streekvervoer |                     |

## Verwante bustypen

### TopClass
- S 431 DT - 14 meter uitvoering (3 assen, dubbeldeks)
- S 515 HDH - 12 meter uitvoering (3 assen)
- S 516 HDH - 13 meter uitvoering (3 assen)
- S 517 HDH - 14 meter uitvoering (3 assen)
- S 531 DT - 14 meter uitvoering (3 assen, dubbeldeks)

### MultiClass
- S 510 LE - 11 meter lage instap uitvoering (2 assen)
- S 515 LE - 12 meter lage instap uitvoering (2 assen)
- S 516 LE - 13 meter lage instap uitvoering (2 assen)
- S 518 LE - 14 meter lage instap uitvoering (3 assen)

### ComfortClass
- S 515 HD - 12 meter verhoogde uitvoering (2 assen)
- S 515 MD - 12 meter uitvoering (2 assen)
- S 516 HD - 13 meter verhoogde uitvoering (3 assen)
- S 516 HD/2 - 13 meter verhoogde uitvoering (2 assen)
- S 516 MD - 13 meter uitvoering (3 assen)
- S 517 HD - 14 meter verhoogde uitvoering (3 assen)
- S 519 HD - 15 meter verhoogde uitvoering (3 assen)